# Toumba-Stadion
Das Toumba-Stadion (griechisch Στάδιο Τούμπας) ist ein Fußballstadion mit Leichtathletikanlage in der griechischen Stadt Thessaloniki, Hauptstadt der Verwaltungsregion Zentralmakedonien. Das Toumba-Stadion liegt im 4. Bezirk der Stadt, im gleichnamigen Stadtteil Toumba, nahe dem Stadtzentrum. Es ist das größte im Privatbesitz befindliche Stadion Griechenlands und das drittgrößte Fußballstadion des Landes. Die Fußballabteilung des Sportvereins PAOK Thessaloniki trägt hier ihre Heimspiele aus. Der offizielle Name ist  Stadion PAOK, aber allgemein ist die Spielstätte unter der Bezeichnung Toumba-Stadion bekannt.

## Geschichte
1957 wurde das Gelände für 1,5 Mio. GRD erworben. Mit dem Bau wurde im Frühling 1958 begonnen. Im September 1959 war das Stadion zwar noch nicht vollständig, es fehlte die Südkurve, aber trotzdem bereit, in der neugegründeten griechischen Liga teilzunehmen. Ausgestattet mit Naturrasenspielfeld und einem Fassungsvermögen von 14.000 Zuschauern.
Seitdem wurde es immer wieder ausgebaut, so dass sich die ursprüngliche Kapazität von 20.000 in den nächsten Jahren auf 33.000 Zuschauern und schließlich in den 1970er Jahren auf 45.000 Plätze steigerte. Der bis heute bestehende Zuschauerrekord stammt aus dem Jahr 1976, als sich 45.252 Zuschauer das Spiel PAOK gegen AEK Athen verfolgten. Der Ausbau des Stadions umfasste weitere, für den Verein wichtige Sportanlagen, wie die Turnhalle unter der Nordtribüne, die Leichtathletikanlage rund um das Spielfeld und die Flutlichtanlage.
1998 wurden sämtliche Steh- in Sitzplätze umgewandelt, was eine Reduzierung der Kapazität auf 32.000 Plätze zur Folge hatte. Die heutige Anzahl an Sitzplätzen von 28.701 erreichte das Stadion, als 2000 noch einmal Umbauarbeiten am Stadion vorgenommen wurden, da vor allem eine Vergrößerung der Sicherheitszonen angestrebt wurde.
Wegen der Berücksichtigung der Stadt Thessaloniki für die beiden olympischen Fußballturniere der Olympischen Sommerspiele 2004 wurden Modernisierungsmaßnahmen beschlossen. Während der Spiele fungierte das Stadion dabei als Trainingsstätte. Die Bauarbeiten begannen im Sommer 2003 und dauerten ein Jahr an. Neben einer neuen Überdachung für die Haupttribüne und neuen Sitzschalen wurde ein neuer Rasenbelag verlegt. Zusätzlich entstand hinter der Haupttribüne (Blöcke 1 und 2) ein neuer viergeschossiger Gebäudekomplex, welcher das Stadion in seiner Höhe überragt und in dessen oberster Etage Logen untergebracht sind. Im Gebäude wurden auch neue V.I.P.- und Medienräume geschaffen.
Seit einigen Jahren wird dort auf einen Neubau an gleicher Stelle hingearbeitet. Die angespannte finanzielle Lage des Vereins ließ die Verwirklichung solcher Pläne bisher nicht zu. Im Juni 2022 beauftragte PAOK das Ingenieur- und Beratungsunternehmen Salfo & Associates SA und die auf Stadiondesign spezialisierten Architekten von Populous mit der Planung des „Nea Toumba“. Salfo & Associates wird das Projekt leiten. Zuvor hatte der Staatsrat Ende April des Jahres die komplette Renovierung der Spielstätte genehmigt. Die neue Heimat von PAOK soll mindestens 35.000 Plätze bieten und bis zum Jahr 2026 fertiggestellt werden. Die neue Spielstätte soll alle Anforderungen der FIFA und der UEFA erfüllen und das ganze Jahr, zusätzlich zu den Fußballspielen, betrieben werden. Der Verein hofft, nach Ausarbeitung des Konzepts, auf eine Baugenehmigung im Sommer 2023.
Im Juli 2025 veröffentlichte Populous Daten und gerenderte Bilder der neuen Heimat von PAOK. Das enge Fußballstadion soll 33.500 überdachte Plätze bieten und die hohen Anforderungen der UEFA erfüllen.

## Statistisches
- Fassungsvermögen: 28.701 (ausschließlich Sitzplätze)
- Zuschauerrekord: 45.252 (bei der Begegnung PAOK Saloniki – AEK Athen am 19. Dezember 1976)

## Galerie

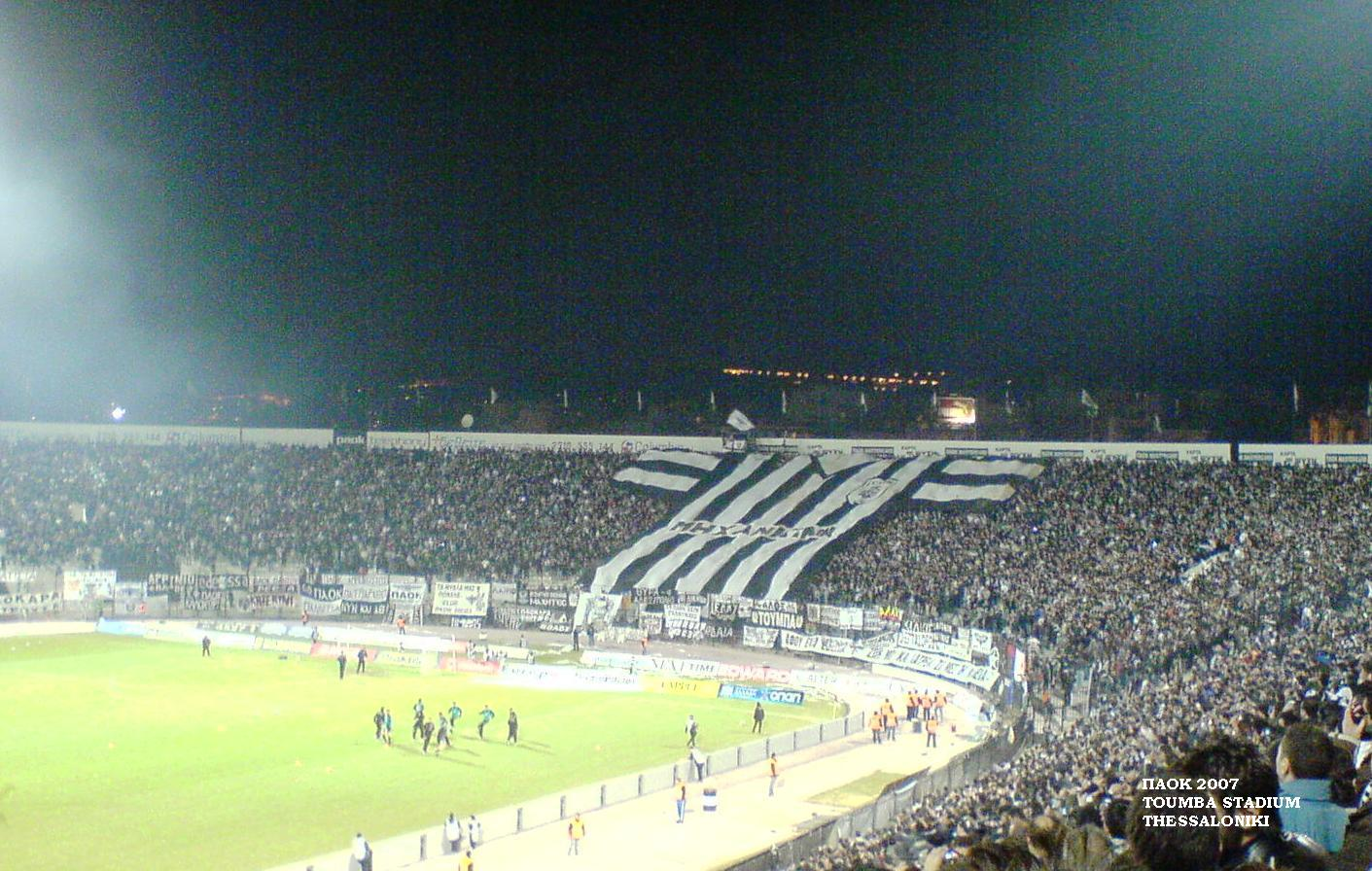
Das Toumba-Stadion während eines Fußballspiels (2007)
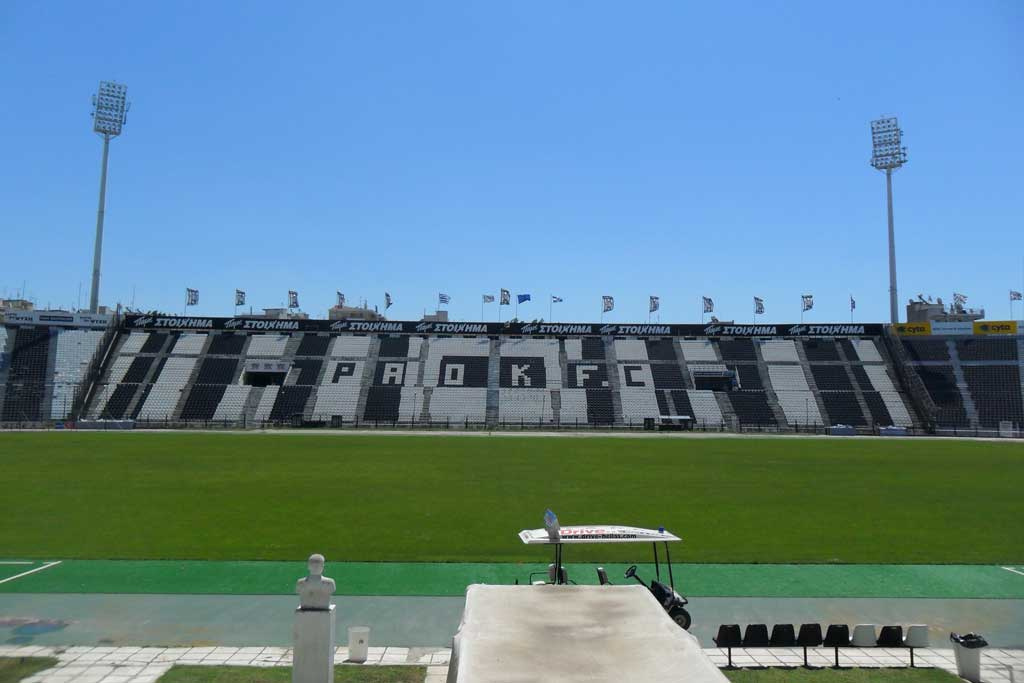
Das Stadion 2011